# 14056 Kainar
14056 Kainar este un asteroid din centura principală de asteroizi.

## Descriere
14056 Kainar este un asteroid din centura principală de asteroizi. A fost descoperit pe 13 ianuarie 1996 la Observatorul Kleť par l'Observatorul Kleť. Asteroidul prezintă o orbită caracterizată de o semiaxă mare de 2,39 ua, o excentricitate de 0,19 și o înclinație de 3,9° în raport cu ecliptica.